# National Road 75
La National Road 75 (N75) è una strada irlandese nazionale di livello secondario che collega Thurles a Ballyshane, nella contea di Tipperary nel centro-sud della Repubblica d'Irlanda.

## Descrizione
La strada è lunga appena 7.5 km ed è una delle strade nazionali più corte in assoluto della repubblica irlandese.
La strada si stacca dalla M8 all'altezza di Ballyshane e prosegue verso Ovest fino a raggiungere Thurles.
La strada è servita dalla linea di autobus locale 858 della TFI Local Link.